# 호미촌 (아이치현)
호미촌(保見村)은 아이치현 니시카모군에 설치되었던 촌이다. 현재의 도요타시 북서부에 해당한다.